# Communauté de communes du Grès rose
La communauté de communes du Grès rose est une ancienne communauté de communes française, située dans le département du Cher

## Composition
Elle regroupait les 10 communes suivantes :
- Ainay-le-Vieil
- Arcomps
- Epineuil-le-Fleuriel
- Faverdines
- La Celette
- La Perche
- Loye-sur-Arnon
- Saint-Georges-de-Poisieux
- Saulzais-le-Potier
- Vesdun

## Compétences
- Autres énergies
- Assainissement non collectif
- Collecte des déchets des ménages et déchets assimilés
- Traitement des déchets des ménages et déchets assimilés
- Autres actions environnementales
- Aide sociale
- Activités sociales
- Création, aménagement, entretien et gestion de zone d'activités industrielle, commerciale, tertiaire, artisanale ou touristique
- Construction ou aménagement, entretien, gestion d'équipements ou d'établissements culturels, socioculturels, socio-éducatifs
- Activités culturelles ou socioculturelles
- Création et réalisation de zone d'aménagement concertée (ZAC)
- Politique du logement non social

## Historique
La communauté de communes a été dissoute le 31 décembre 2012 pour fusionner avec deux autres EPCI et former la communauté de communes Terres du Grand Meaulnes.

## Sources
- La base Aspic (Accès des services publics aux informations sur les collectivités) pour de département du Cher
- [PDF] Communauté de communes du Grès rose sur la base Banatic (Base nationale d'informations sur l'intercommunalité)